# Храсна
Храсна је насељено место у општини Сандански у области Благоевград, Бугарска. Према попису из 2021. године било је без становника.
У Етнографији вилајета Адријанопољ, Монастир и Салоника, штампаној у Цариграду 1878. године, која се односи на мушко станоништво 1873. године, Храсна је село са 82 домаћинства и 280 житеља Словена. У селу је девет старих кућа родопског типа проглашено споменицима културе.